# Heldorado
Heldorado è un film del 1946 diretto da William Witney.
È un film western statunitense a sfondo musicale ambientato negli anni '40 con Roy Rogers, George 'Gabby' Hayes e Dale Evans. È basato sulla festa degli Helldorado Days che si tiene annualmente a Las Vegas.

## Produzione
Il film, diretto da William Witney su una sceneggiatura di Gerald Geraghty e Julian Zimet, fu prodotto da Edward J. White, come produttore associato, per la Republic Pictures e girato a Las Vegas e presso la diga di Hoover e nel Valley of Fire State Park, nel Nevada. Il film doveva originariamente essere diretto da John English. Il titolo differisce leggermente dal nome della festività ("Heldorado" al posto di "Helldorado").

## Colonna sonora
- Heldorado - scritta da Jack Elliott, cantata da Roy Rogers e dai Sons of the Pioneers
- Good Neighbor - scritta da Jack Elliott, cantata da Roy Rogers e Dale Evans
- My Saddle Pals and I - scritta da Roy Rogers, cantata da Roy Rogers e dai Sons of the Pioneers
- Silver Stars, Purple Sage, Eyes of Blue - scritta da Denver Darling, cantata da Roy Rogers
- You Ain't Heard Nothin' Till You Hear Him Roar - scritta da Bob Nolan, cantata dai Sons of the Pioneers

## Distribuzione
Il film fu distribuito negli Stati Uniti dal 15 dicembre 1946 al cinema dalla Republic Pictures. È stato distribuito anche in Brasile con il titolo Delegado de Saias e in Grecia con il titolo Eldorado.

## Promozione
Le tagline sono:
- "Roy Rogers - King Of The Cowboys - Trigger - The Smartest Horse In The Movies".
- "Heldorado-bound for adventure!".
- "There's a treat on every trail... a thrill in every spill... in hootin'... howlin'... HELDORADO!".
- "Roy "goes to town" in the HOTTEST town of all!".